# Березівський провулок (Київ, Залізничний район)
Бере́зівський провулок — зниклий провулок, що існував у Залізничному, нині Солом'янському районі міста Києва, місцевість Чоколівка. Пролягав від Молодогвардійської вулиці до кінця забудови.

## Історія
Провулок виник у 1-й третині XX століття під назвою Березовий, згодом назву було змінено на Березівський. Ліквідований разом із навколишньою малоповерховою забудовою наприкінці 1970-х — на початку 1980-х років.